# Luis I. Cabrera
Luis I. Cabrera är en ort i Mexiko.   Den ligger i kommunen Palenque och delstaten Chiapas, i den sydöstra delen av landet, 800 km öster om huvudstaden Mexico City. Luis I. Cabrera ligger 34 meter över havet och antalet invånare är 142.
Terrängen runt Luis I. Cabrera är platt. Runt Luis I. Cabrera är det ganska glesbefolkat, med 34 invånare per kvadratkilometer. Närmaste större samhälle är Emiliano Zapata, 13,1 km öster om Luis I. Cabrera. Omgivningarna runt Luis I. Cabrera är en mosaik av jordbruksmark och naturlig växtlighet.